# Bawarowie
Bawarowie (inaczej Bajuwarowie) – jeden z ludów germańskich, zamieszkujący od V w. tereny dzisiejszej Bawarii, czyli obszary dawniejszych rzymskich prowincji Noricum i wschodniej Recji.

Bajuwarowie w VIII wieku w składzie państwa Franków

Według jednej z teorii wcześniej byli znani jako Markomanowie i zamieszkiwali Kotlinę Czeską, czyli Boiohaemum. Według innej teorii do powstania Bawarów przyczyniło się kilka ludów zasiedlających od strony Czech obszar rzymskiej prowincji Recja II (Raetia Secunda), w tym podkreśla się rolę Turyngów i części Longobardów.
Władzę książęcą sprawowała dynastia Agilolfingów, która próbowała utrzymać niezależność wobec Franków, m.in. dzięki związkom z Longobardami. Pierwszym znanym władcą był Garibald I (Heribald I), panujący w latach 548(?)–590. Zamierzenia mające na celu zachowanie suwerenności zakończyły się fiaskiem w 788 roku, gdy Tassilo III zmuszony był przekazać władzę Karolowi Wielkiemu. Rekompensatą za to była możliwość ekspansji osadniczej na wschód od Anizy (w związku z likwidacją państwa Awarów).
Po tym, gdy w VIII wieku weszli w skład państwa Franków, później w wyniku traktatu w Verdun (843) włączono ich do dziedziny Ludwika Niemieckiego, która rozciągała się mniej więcej między Łabą a Renem. W 907 roku władzę przejęła miejscowa dynastia Luitpoldingów (907–947 i krótko 983–985). W roku 911 kraina Bajuwarów stała się Bawarią – jednym z pięciu księstw, na które podzieliło się to państwo (oprócz niej powstały jeszcze Saksonia, Szwabia, Frankonia i Lotaryngia). W 948 roku władcą został przedstawiciel dynastii saskiej Henryk I Ludolfing, który pojął za żonę córkę Arnulfa, władcy z dynastii Luidpoldingów.
Kultura materialna Bajuwarów nie odbiegała od innych ówczesnych ludów germańskich. Wyróżniało ich częste stosowanie krótkiego miecza (sax), a w stroju kobiecym zwłaszcza w wieku VII duże znaczenie miały ozdoby głowy, a w męskim okucia pasa z przedstawieniami twarzy ludzkiej (znane i u Alamanów).
Czołową postacią życia kulturalnego Bajuwarów w VIII w. jest biskup Arbeo z Fryzyngi, autor żywotów świętych Korbiniana i Emmerama.